# Celaena laevis
Celaena laevis là một loài bướm đêm trong họ Noctuidae.